# Biniam Girmay
Pour les articles homonymes, voir Hailu.
Biniam Girmay Hailu (en tigrigna : ቢንያም ግርማይ), né le 2 avril 2000 à Asmara, est un coureur cycliste érythréen membre de l'équipe Intermarché-Wanty.
En 2022, il devient le premier cycliste africain à remporter une classique flandrienne après son succès sur Gand-Wevelgem. En juillet 2024, Biniam Girmay devient le premier coureur noir africain à gagner une étape du Tour de France et le premier coureur africain à remporter le classement par points du Tour de France.

## Biographie

### Enfance
Biniam Girmay Hailu nait le 2 avril 2000 à Asmara, en Érythrée. Cadet d'une fratrie de six, il commence le cyclisme dès l'enfance en étant soutenu par son père, charpentier.

### Centre mondial du cyclisme
Après avoir découvert le cyclisme en suivant son cousin Meron Teshome, Biniam Girmay rejoint le Centre mondial du cyclisme en 2018, pour sa seconde année junior. En France, il se distingue en remportant en solitaire la première étape du Tour de la vallée de la Trambouze, à Cours-la-Ville. Cette même année, il devient triple champion d'Afrique sur route junior sur l'épreuve en ligne, le contre-la-montre et le contre-la-montre par équipe. Il s'impose également lors de la première étape d'Aubel-Thimister-Stavelot devant Remco Evenepoel, à la surprise générale.
En 2019, au sein de la sélection érythréenne, il remporte au sprint la troisième étape de la Tropicale Amissa Bongo, sa première victoire chez les professionnels. Il devient le premier coureur né dans les années 2000 à remporter une course professionnelle. Quelques semaines plus tard, il remporte une nouvelle étape au sprint lors du Tour du Rwanda. Il se distingue en France sur l'étape reine du Tour de l'Avenir en se classant 5e d'une arrivée jugée à la station Le Corbier.

### 2020-2021: Delko

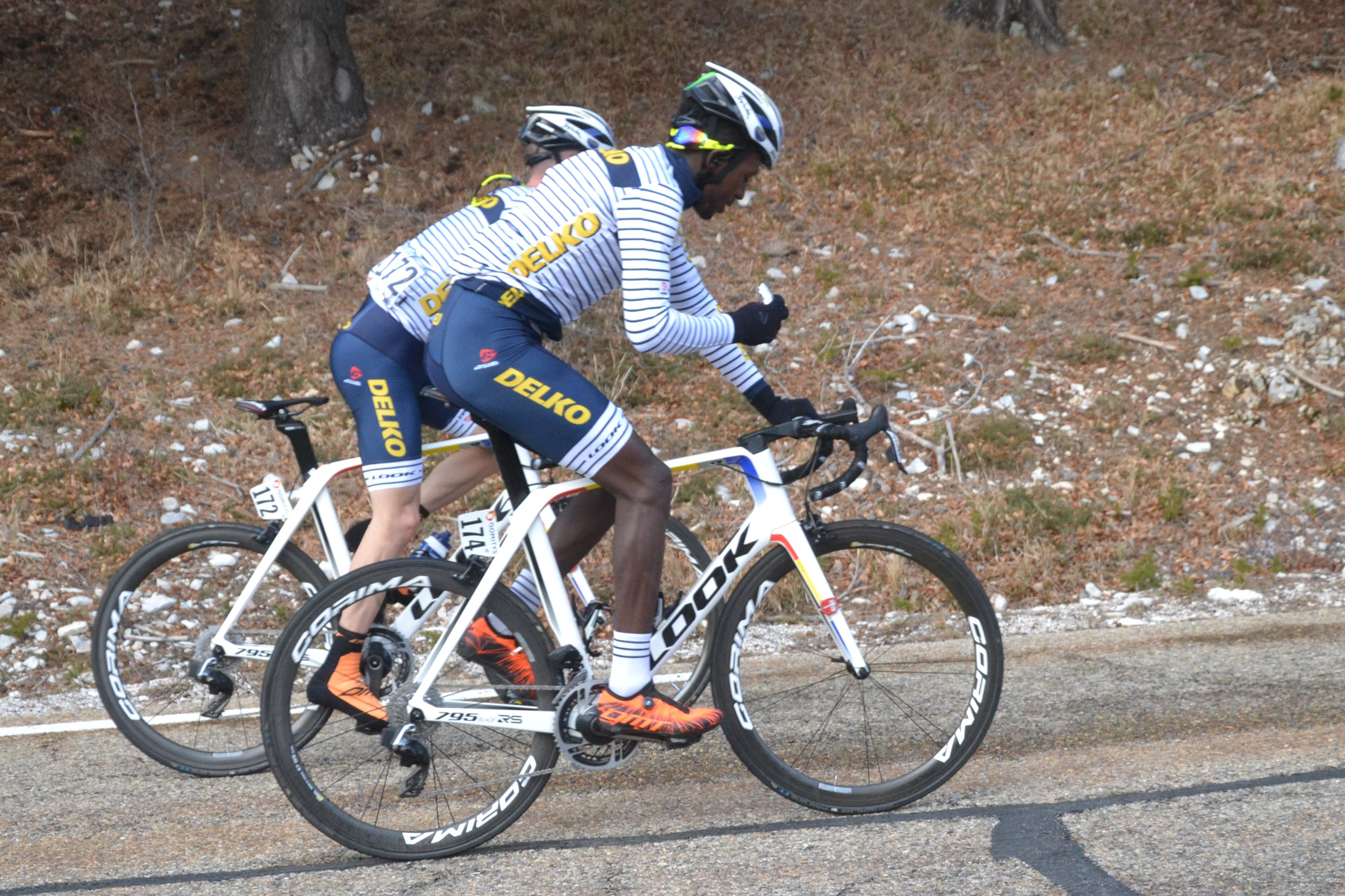
Girmay lors du Tour de La Provence 2021.

Le 27 septembre 2019, son transfert au sein de l'équipe continentale professionnelle française Nippo-Delko-Marseille Provence est officialisé. Son manager, Frédéric Rostaing, le définit alors comme « un coureur de grand avenir, un diamant brut à polir », sa venue s'inscrivant « dans une politique d’attraction de jeunes talents ». Il rejoint un autre talent africain, le coureur éthiopien Mulu Hailemichael, au sein de la formation française.
Il commence sa carrière professionnelle en janvier 2020 à l'occasion de la Tropicale Amissa Bongo où il termine 3e de la première étape avant de s'imposer sur la troisième et la sixième étape. Pour ses premières courses de la saison en Europe, il décroche une 10e place d'étape sur l’Étoile de Bessèges avant de monter sur la deuxième marche du podium sur le Trofeo Laigueglia, entouré de Giulio Ciccone et Diego Rosa. Il flirte de nouveau avec la victoire sur le Tour du Rwanda, comptant deux troisièmes et deux deuxièmes places et portant la tunique du leader du classement général sur la quatrième étape. Il prend finalement la 13e place du classement général. À la suite de la pandémie de Covid-19, il reprend la compétition fin juillet sur le Tour de Burgos où il termine 6e de la quatrième étape. Deux jours plus tard, sur le Circuit de Getxo, il s'isole en tête de course en compagnie de cinq autres coureurs à 17 kilomètres de l'arrivée grâce au travail de son coéquipier Mulu Hailemichael. Il chute sept kilomètres plus tard dans un virage détrempé alors que son groupe se dirigeait vers la victoire. Le 25 août, il participe à sa première course World Tour, la Bretagne Classic (96e) et enchaîne par la Semaine internationale Coppi et Bartali (3e de la troisième étape).
Il réalise une performance remarquée sur le Tour du Doubs. Il s'extrait du peloton en compagnie de Johan Le Bon au bout d'une soixantaine de kilomètres avant d'être repris à 20 kilomètres de l'arrivée. Malgré plus de 100 kilomètres à l'avant, il trouve les ressources pour de nouveau se détacher dans le final et prendre la deuxième place derrière Loïc Vliegen. Dix jours plus tard, il échoue au pied du podium sur le Tour de Toscane (4e). Le 24 septembre, son équipe annonce la prolongation de son contrat jusqu'en 2024.
En décembre 2020, il est nommé coureur africain de l'année par un jury présidé par Bernard Hinault.
Revenu sur le territoire français fin janvier, il commence sa saison 2021 sur le Tour La Provence. Échappé sur la deuxième étape du Tour des Alpes-Maritimes et du Var, il endosse le maillot du classement de la montagne au terme de celle-ci. Il le perd néanmoins le lendemain. Le 28 février, il réalise son premier top 10, sur la Drôme Classic (7e). Il bisse cette performance lors du Trofeo Laigueglia (7e). Dans le final de Cholet-Pays de Loire, il s'isole dans le final en compagnie de Cyril Barthe et Benoît Cosnefroy mais les trois fuyards sont repris dans le dernier kilomètre. La semaine suivante, il se classe 6e de la Roue tourangelle. L’équipe Delko faisant face à des difficultés financières, elle doit se résoudre à se séparer de ses meilleurs éléments. Girmay quitte ainsi l'équipe en mai après le Tour des Asturies.

### Depuis août 2021: Intermarché-Wanty-Gobert Matériaux

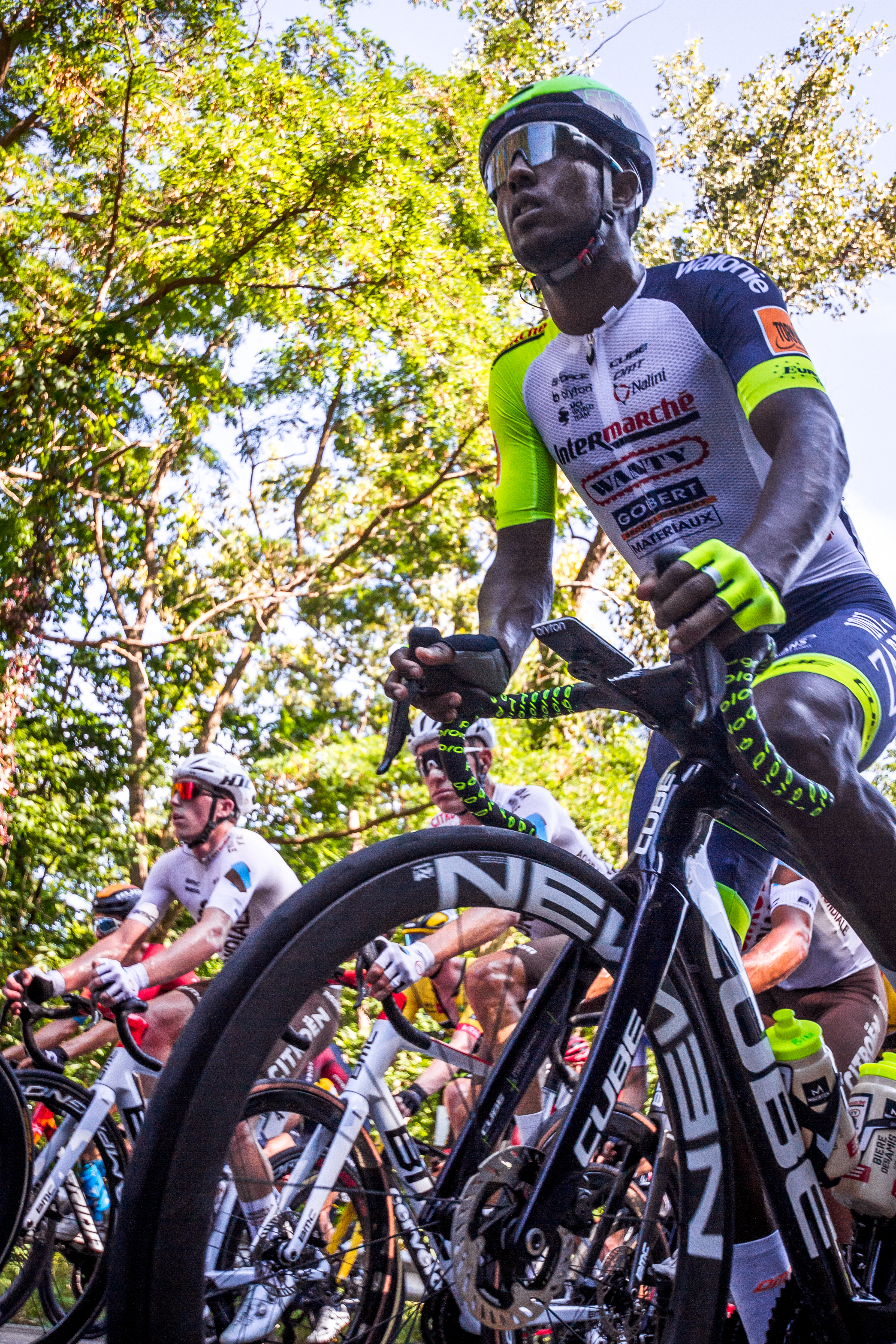
Girmay lors du Grand Prix cycliste de Montréal 2022.

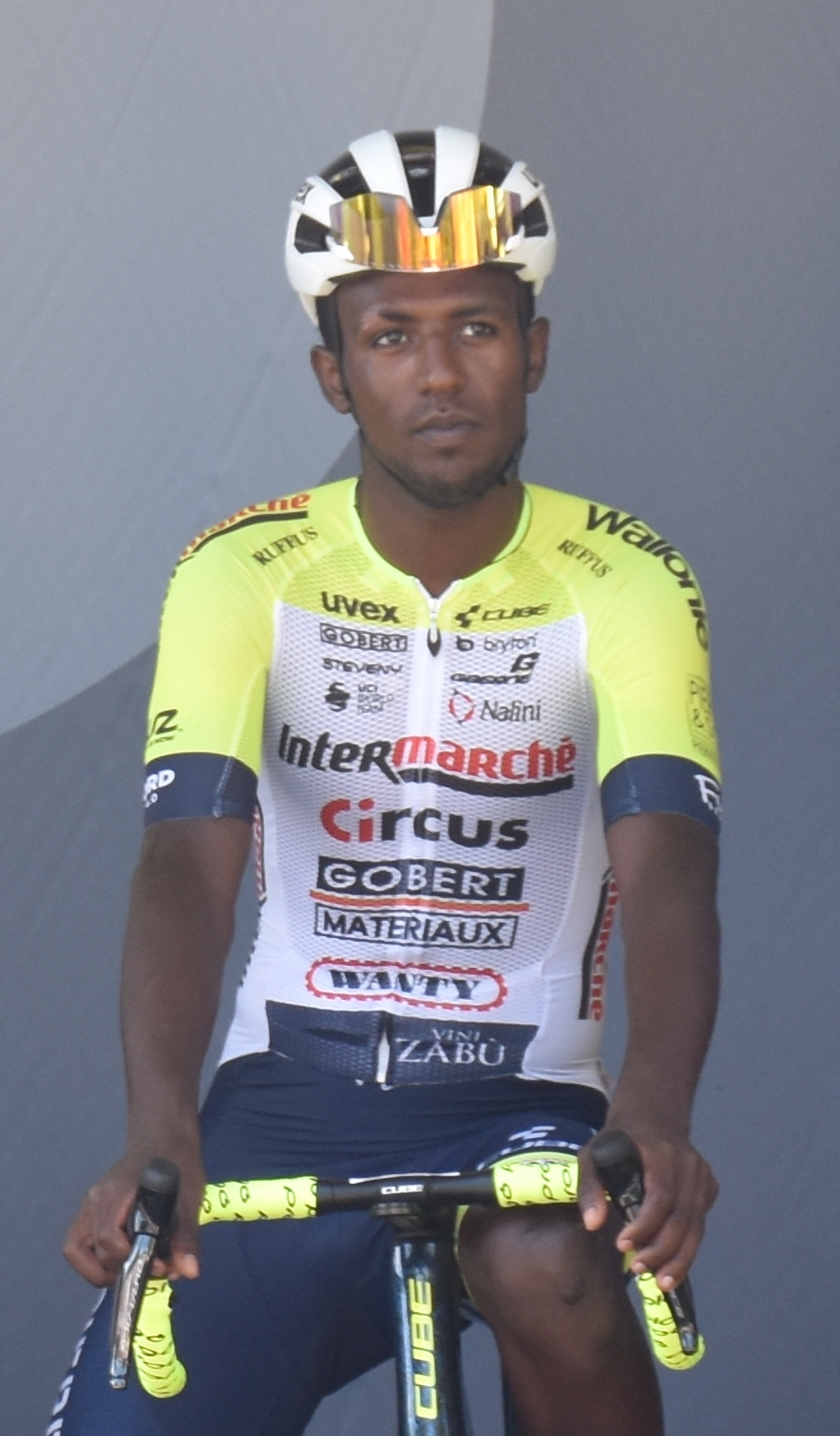
Biniam Girmay - Tour de France 2023.

#### 2021
Le 6 août 2021, l'équipe belge World Tour Intermarché-Wanty-Gobert Matériaux annonce son arrivée pour un contrat portant jusqu'en 2024. Il débute sous ses nouvelles couleurs sur le Tour de Pologne où il réalise trois tops 15 d'étape. Le 26 août, il termine 7e de la Course des raisins avant de s'imposer sur la première édition de la Classic Grand Besançon Doubs la semaine suivante. Il brille sur les trois jours de course proposés dans le Grand Est, 7e du Tour du Jura puis seulement devancé par Dorian Godon sur le Tour du Doubs. Fin septembre, il est au sprint vice-champion du monde sur route espoirs à Louvain, en Belgique. Il s'agit de la première médaille à un championnat du monde de cyclisme pour un noir africain.

#### 2022: Gand-Wevelgem et une étape sur le Giro
En 2022, dès son deuxième jour de course, il gagne le Trofeo Alcúdia-Port d'Alcúdia, lors d'un sprint massif. Il participe ensuite à Paris-Nice et à la campagne de classiques, où il est notamment cinquième de l'E3 Saxo Bank Classic et douzième de Milan-San Remo. Le 27 mars, il entre dans l'histoire en remportant Gand-Wevelgem, à l'issue d'un sprint à quatre, après s'être échappé du peloton à 24 kilomètres de l'arrivée. Il devient le premier coureur africain à gagner une classique du World Tour. Le 30 avril, son contrat chez Intermarché-Wanty-Gobert Matériaux est prolongé jusqu'en 2026. En mai, il prend part à son premier grand tour lors du Tour d'Italie. Dès la 1re étape, il termine deuxième derrière Mathieu van der Poel dans un sprint en côte. Lors des huit étapes suivantes, il décroche quatre top cinq dans des sprints groupés ainsi que lors d'une étape où il est échappé. Finalement, il remporte la 10e étape, apportant une victoire historique au cyclisme africain. À l'issue d'une étape légèrement vallonnée, Girmay, emmené par un coéquipier à l'avant du groupe de tête, lance son sprint à 300 mètres de l'arrivée et prend quelques mètres d'avance sur Mathieu van der Poel qui ne parvient pas à le dépasser et rend finalement les armes dans les cinquante derniers mètres. Au cours de la cérémonie protocolaire de remise du bouquet, il se blesse à l'œil gauche en ouvrant une bouteille de prosecco. Il est transporté à l'hôpital et ne participe pas à la conférence de presse d'après-course. Il est contraint d'abandonner le lendemain par mesure de précaution, les examens réalisés ayant décelé une hémorragie interne qui perturbe sa vision. Il fait son retour à la compétition le 24 juin en devenant champion d'Érythrée du contre-la-montre. En deuxième partie de saison, il ne renoue pas avec le succès, mais se classe deuxième du Grand Prix de Wallonie, troisième du Grand Prix cycliste de Québec et sixième de la Bretagne Classic.

#### 2023: une année moins prolifique
Le 12 juin 2023, il s'impose d'une longueur devant Arnaud Démare et Wout van Aert lors de la 2e étape du Tour de Suisse à Nottwil. Il termine troisième de la 7e étape du Tour de France derrière Jasper Philipsen et Mark Cavendish.

#### 2024: trois étapes et maillot vert sur le Tour de France
En 2024, il remporte une première victoire dès le 25 janvier sur la Surf Coast Classic en Australie. Le 24 mars, il se classe 7e de Gand-Wevelgem. Il est aligné au départ du Tour d'Italie où son objectif est de remporter une nouvelle victoire d'étape. Cependant, son aventure tourne court sur les routes italiennes. Après une troisième place à Fossano lors de la 3e étape, il est contraint à l'abandon le lendemain, au cours de la 4e étape, après avoir subi deux chutes coup sur coup. Trois jours après une deuxième place au Tour de Cologne, il s’adjuge le 29 mai le Circuit franco-belge à Mont-de-l'Enclus devançant Axel Zingle et Marc Hirschi.
Il remporte la troisième étape du Tour de France au sprint à Turin le 1er juillet 2024, décrochant par la même occasion la première victoire de l'équipe Intermarché-Wanty sur la grande boucle. Deux jours plus tard, il endosse le maillot vert, devenant le premier Africain à revêtir cette tunique qu'il réussit à garder jusqu'à la fin du Tour. Il signe une deuxième victoire le 6 juillet 2024, lors de la 8e étape à Colombey les Deux Églises, et réussi un triplé en remportant également la douzième étape à Villeneuve-sur-Lot devant Wout van Aert,. Il termine l'année à la 9e place du classement mondial UCI 2024, devenant le premier Africain à se classer en fin de saison dans le top 10 des meilleurs coureurs du monde.

## Palmarès

### Par années
| - 2018 - Champion d'Afrique sur route juniors - Champion d'Afrique du contre-la-montre juniors - Champion d'Afrique du contre-la-montre par équipes juniors - 1re étape du Tour de la Vallée de la Trambouze - 1re étape de Aubel-Thimister-Stavelot - 2e du Grand Prix Rüebliland - 3e de Martigny-Mauvoisin juniors - 3e de Aubel-Thimister-Stavelot - 3e du Trofeo Comune di Vertova-Memorial Pietro Merelli - 2019 - Champion d’Érythrée du contre-la-montre espoirs - 3e étape de la Tropicale Amissa Bongo - 5e étape du Tour du Rwanda - 2020 - 3e et 6e étapes de la Tropicale Amissa Bongo - 2e du Trofeo Laigueglia - 2e du Tour du Doubs - 3e du Tour de Toscane - 2021 - UCI Africa Tour - Classic Grand Besançon Doubs - Médaillé d'argent du championnat du monde sur route espoirs - 2e du Tour du Doubs - 2022 - UCI Africa Tour - Champion d'Érythrée du contre-la-montre - Champion d'Érythrée du contre-la-montre espoirs - Trofeo Alcúdia-Port d'Alcúdia - Gand-Wevelgem - 10e étape du Tour d'Italie - 2e du Grand Prix de Wallonie - 3e du Grand Prix cycliste de Québec - 5e de l'E3 Saxo Bank Classic - 6e de la Bretagne Classic | - 2023 - 1re étape du Tour de la Communauté valencienne - 2e étape du Tour de Suisse - 2e du Trofeo Palma - 3e du Trofeo Ses Salines-Alcúdia - 2024 - Surf Coast Classic - Circuit franco-belge - Tour de France : - Classement par points - 3e, 8e et 12e étapes - 2e du Tour de Cologne - 2e de la Brussels Cycling Classic - 2e du Grand Prix cycliste de Québec - 2e de Binche-Chimay-Binche - 3e du championnat d'Érythrée du contre-la-montre - 3e de la Cyclassics Hamburg - 7e de Gand-Wevelgem - 2025 - 2e de la Classique Dunkerque - 2e du Tour de Cologne - 7e de Gand-Wevelgem - 8e de la ADAC Cyclassics Hamburg |  |

### Résultats sur les grands tours

#### Tour de France
3 participations
- 2023 : 125e
- 2024 : 113e,  vainqueur du classement par points, et des 3e, 8e et 12e étapes
- 2025 : 132e

#### Tour d'Italie
2 participations
- 2022 : non-partant (11e étape), vainqueur de la 10e étape
- 2024 : abandon (4e étape)

### Classements mondiaux
| Année                                 | 2019  | 2020 | 2021 | 2022 | 2023 | 2024 |
| ------------------------------------- | ----- | ---- | ---- | ---- | ---- | ---- |
| Classement mondial                    | 1164e | 113e | 75e  | 16e  | 113e | 9e   |
| UCI Africa Tour                       | 59e   | 2e   | 1er  | 1er  | 2e   | 1er  |
|                                       |       |      |      |      |      |      |
| Légende : nc = non classéSource : UCI |       |      |      |      |      |      |

## Distinctions
- Cycliste africain de l'année : 2020, 2021[23], 2022[24] et 2024[25]

## Dans la culture
En 2024, le film documentaire This Is My Moment, retrace l'ascension professionnelle du cycliste.